# Temirlanovka
Temirlanovka (kazakiska: Temirlan) är en ort i Kazakstan.   Den ligger i oblystet Sydkazakstan, i den södra delen av landet, 1 000 km söder om huvudstaden Astana. Temirlanovka ligger 291 meter över havet och antalet invånare är 12 245.
Terrängen runt Temirlanovka är huvudsakligen platt. Temirlanovka ligger nere i en dal. Runt Temirlanovka är det glesbefolkat, med 9 invånare per kvadratkilometer. Det finns inga andra samhällen i närheten. Trakten runt Temirlanovka består i huvudsak av gräsmarker.